# Jessica Jones (TV-serie)
Marvel's Jessica Jones, eller bara Jessica Jones, är en amerikansk webb-TV-serie om Marvel Comics-figuren med samma namn, skapad av Melissa Rosenberg och har Krysten Ritter i huvudrollen. Serien utspelar sig i Marvel Cinematic Universe och släpptes 20 november 2015 på Netflix. I januari 2016 skrevs kontrakt på en andra säsong, som spelades in under 2017 och hade premiär i mars 2018.

## Handling
Serien kretsar kring superhjälten Jessica Jones som försöker leva ett normalt liv, istället för att kämpa mot skurkar. Hon försörjer sig som privatdetektiv, men använder ibland sina krafter i smyg. Samtidigt som Jones träffar en man, Luke, och blir kär, dras hon in i superhjälte-intrigerna igen när hennes tidigare motståndare, Kilgrave, återvänder. Kilgrave, som kan påverka alla att göra som han vill, har som mål att återuppta deras förhållande, och Jones kan inte komma nära nog utan att bli påverkad av honom, något som skulle kunna utsätta alla stadens invånare för stor fara.

## Rollista (i urval)
- Krysten Ritter – Jessica Jones[2]
- Mike Colter – Luke Cage[3]
- Rachael Taylor – Patricia "Trish" Walker[4]
- Wil Traval – Will Simpson[5]
- Erin Moriarty – Hope Shlottman[5]
- Eka Darville – Malcolm Ducasse[5]
- Carrie-Anne Moss – Jeri Hogarth[6]
- David Tennant – Kilgrave[7]
- Janet McTeer – Alisa Jones (säsong 2)
- J.R. Ramirez – Oscar Arocho (säsong 2)
- Leah Gibson – Inez Green (säsong 2)